# Cirkulane
Cirkulane (nekoč Sv. Barbara v Halozah) so naselje in središče občine Cirkulane.

## Opis
Cirkulane je razgibano naselje, obdano z vinogradi, gozdovi, travniki in njivami. Današnjo podobo Cirkulan je izoblikoval potok Bela s pritoki Belana, Duga in Gradiški potok. Naselje krasi župnijska cerkev sv. Barbara z 52 m visokim zvonikom. Zgrajena je bila v 12. stoletju, današnjo podobo pa ima iz 18. stoletja. V tej vasi je tudi cerkev sv. Katarine, kjer je včasih bila šolska telovadnica.
V cerkvi je bil kaplan Jožef Pichler, mariborski kanonik in nabožni pisatelj. Prevedel je evangelije v haloško narečje z naslovom Evangelmi na Vʃe Nedele ino Svetke ʃkos zeilo leto, ki so ostali v rokopisu.